# Ropica cruciata
Ropica cruciata là một loài bọ cánh cứng trong họ Cerambycidae.